# Pankentheerhütte
Pankentheerhütte ist ein Wohnplatz im Ortsteil Markgrafpieske der Gemeinde Spreenhagen im Landkreis Oder-Spree in Brandenburg.

## Geografische Lage
Der Wohnplatz liegt nordöstlich von Markgrafpieske in einem Waldgebiet. Nach Süden hin besteht eine Verbindung zur L 36, die von Markgrafpieske aus in Richtung Fürstenwalde/Spree führt. Nordnordwestlich liegt der weitere Ortsteil Braunsdorf. Im Süden führt südlich der genannten Landstraße die Bundesautobahn 12 von Westen kommend in östlicher Richtung vorbei. Das Gelände liegt auf einer Höhe von rund 43 m ü. NHN Metern und fällt nach Nordwesten leicht ab. Die dort gelegenen Flächen werden landwirtschaftlich genutzt und über einen unbenannten Strang in den Markgrafpiesker Hauptgraben entwässert.

## Geschichte und Etymologie
Bereits im Jahr 1697 gab es auf der Gemarkung einen Pechofen, der erstmals 1705 als Panckoes Theerofen urkundlich erwähnt und dessen Lage als „im Beritt des Heidereiters zu Kolpin in der Nähe zu Markgrafpieske“ beschrieben wurde. Er gehörte dem Amt Storkow und erschien 1724 als Teerschweler im Kolpiner Revier unter der Bezeichnung Pancken-Theerhütte (1721). Im Jahr 1744 fiel er an das Amt Stahnsdorf und wurde im Folgejahr lediglich als Teerofen erwähnt; ebenso 1801 als Teerofen zwischen Markgrafpieske und Rauen.
Eine weitere Erwähnung als Pankenhütte existiert aus dem Jahr 1805. Zur Teerhütte gehörten zu dieser Zeit 62 Morgen Land. Der Panken Theerofen, Pankertheerofen, Pankowtheerofen wurde 1833 als „vormalig“ bezeichnet und war zu dieser Zeit vermutlich nicht mehr aktiv. Auf dem Gelände entstand ein Ackergehöft, das 1858 zur Landgemeinde Alt Markgrafpieske gehörte und aus zwei Wohn- und vier Wirtschaftsgebäuden bestand, in dem 22 Personen lebten. Im Jahr 1885 wurde von zwei Wohngebäuden mit 19 Personen berichtet; 1895 waren es nur noch 17. Die Zahl der Bewohner sank auf acht Personen im Jahr 1925. Sieben Jahre später wurde Pankentheerhütte ein Wohnplatz der Gemeinde Markgrafpieske und kam zusammen mit der Gemeinde im Jahr 2003 nach Spreenhagen.